# Design thinking
Design Thinking (lit. "pensar como um projetista") é um método para estimular a ideação ou idealização e a perspicácia ao abordar problemas, relacionados a futuras aquisições de informações, análise de conhecimento e propostas de soluções. Como uma abordagem, é considerada a capacidade para combinar empatia em um contexto de um problema, de forma a colocar as pessoas no centro do desenvolvimento de um projeto; criatividade para geração de soluções e razão para analisar e adaptar as soluções para o contexto. Adotado por indivíduos e organizações, principalmente no mundo dos negócios, bem como em engenharia e design contemporâneo, design thinking tem visto sua influência crescer entre diversas disciplinas na atualidade, como uma forma de abordar e solucionar problemas. Sua principal premissa é que, ao entender os métodos e processos que designers usam ao criar soluções, indivíduos e organizações seriam mais capazes de se conectar e revigorar seus processos de criação a fim de elevar o nível de inovação. [carece de fontes?]
Assim, ao utilizar métodos e processos utilizados por designers (projetistas), o design thinking busca diversos ângulos e perspectivas para solução de problemas, priorizando o trabalho colaborativo em equipes multidisciplinares em busca de soluções inovadoras. Dessa forma, busca-se “mapear a cultura, os contextos, as experiências pessoais e os processos na vida dos indivíduos para ganhar uma visão mais completa e assim, melhor identificar as barreiras e gerar alternativas para transpô-las”. Para que tal ocorra, design thinking propõe que um novo olhar seja adotado ao se abordar problemas complexos, um ponto de vista mais empático que permita colocar as pessoas no centro do desenvolvimento de um projeto e gerar resultados que são mais desejáveis para elas, mas que ao mesmo tempo financeiramente interessantes e tecnicamente viáveis. [carece de fontes?]

## Origem do termo
A noção de design como uma “forma de pensar” tem sua origem traçada a partir de 1969, nas ciências, no livro The Science of the Artificial, de Herbert A. Simon e mais especificamente na Engenharia, a partir de 1973, com Experiences in Visual Thinking, de Robert McKim. Rolf Faste, professor de Stanford, definiu e popularizou o conceito de design thinking como uma forma de ação criativa e foi adaptada à Administração por David M. Kelley, colega de Faste em Stanford e fundador da IDEO, empresa de consultoria de design de produtos estadunidenses, que apesar de não ter inventado o termo, foi um dos primeiros formadores de opinião sobre o tema. Atualmente, existe um grande interesse em design thinking e design cognitivo, tanto no mundo acadêmico como no mundo dos negócios, com uma demanda crescente por palestras e simpósios sobre o tema.

## Aplicação
Suas aplicações são variadas. Nas empresas, é comum utilizar a abordagem para encontrar soluções para os mais diversos problemas, independentemente de sua natureza ou magnitude. A partir das diferentes perspectivas já citadas, é possível alcançar um entendimento mais completo do problema.
Outra forma bem comum de utilizar o design thinking é na elaboração de novos produtos e serviços. A partir da reunião de talentos multidisciplinares, ou seja, representantes de todas as áreas da empresa, é possível agregar valor ao item em todos os quesitos, aumentando as chances de sucesso.
Independentemente do seu objetivo com a aplicação dessa abordagem, é válido lembrar que cada caso é um caso, o que significa que cada empresa pode conduzir o processo de forma diferente.

## Características
Design thinking é um método prático-criativo de solução de problemas ou questões. Nesse sentido é uma forma de pensar baseada ou focada em soluções, com um objetivo inicial, em vez de começar com um determinado problema. Então, concentrando no presente e no futuro, os parâmetros do problema e suas soluções são exploradas simultaneamente. O que o diferencia do método científico é que este se inicia definindo todos os parâmetros do problema em questão para a definição de um objetivo. Já o design thinking identifica e investiga tanto aspectos conhecidos como ambíguos, buscando alternativas possíveis que podem até mesmo redefinir o problema inicial.

### A pesquisa de Bryan Lawson: Arquitetos vs. Engenheiros
Em 1972, o psicólogo, arquiteto e designer Bryan Lawson iniciou um estudo empírico para entender como diferentes grupos buscam soluções para um determinado problema. Ele reuniu dois grupos de estudantes, alunos do último ano de arquitetura e pós-graduandos em engenharia, e pediu para que eles criassem uma estrutura térrea a partir de blocos coloridos. O perímetro da construção deveria ser construído de forma a otimizar a cor vermelha ou azul, no entanto, havia certas regras para a colocação dos blocos e suas relações. A partir desse experimento, Lawson descobriu que:
Os engenheiros adotaram uma técnica onde tentaram uma série de projetos em que usaram o máximo de diferentes blocos e suas combinações, o mais rápido possível. Dessa forma, eles tentaram maximizar a quantidade de informações sobre as combinações possíveis. Se eles pudessem descobrir a regra que governa qual combinação de blocos é permitida, eles poderiam, então, procurar uma combinação que otimizasse a cor desejada dentro do projeto. Por outro lado, os arquitetos selecionaram seus blocos de forma a conseguir um perímetro colorido apropriado. Se esta se mostrava inaceitável, era substituída pela próxima combinação de blocos coloridos mais favorável e assim, o processo se repetia até conseguir uma solução aceitável.
Assim, a partir desse estudo, Nigel Cross concluiu que cientistas resolvem problemas a partir de análise, enquanto o designer o faz a partir de síntese.

### Análise e síntese
Os termos análise e síntese têm sua origem no grego clássico e significam, respectivamente, “dissolução” e “conjunto ou reunião de proposições”. Análise é definida como o procedimento no qual se quebra ou separa um todo, conceptual ou material, em suas partes ou componentes. Síntese é oposto, onde elementos separados são combinados de forma a criar um novo ou coerente todo. No método científico, análise e síntese são dualidades complementares. Toda síntese é construída a partir dos resultados de uma análise anterior e toda análise demanda uma síntese subsequente para verificação e correção de resultados.
Isso não significa que design thinking não necessita de análise para encontrar uma solução final, no entanto a abordagem de um design thinker, em termos de solução de problemas, é a partir de uma perspectiva de um objetivo. Os arquitetos do Experimento de Blocos trabalharam o problema criando todos coerentes para encontrar uma solução ótima, ao contrário da abordagem dos engenheiros que desmontaram o problema em partes.

## Odesign thinkinge a solução de problemas
O design thinking propõe que um novo olhar seja adotado ao se endereçar a problemas complexos, com um ponto de vista mais empático que permita colocar as pessoas no centro do desenvolvimento de um projeto e gerar resultados que são mais desejáveis para elas, mas que ao mesmo tempo sejam financeiramente interessantes e tecnicamente possíveis de serem transformados em realidade. Nesse sentido, ele é parte do paradigma Arquitetura/Design/Antropologia (A/D/A), caracterizado pela inovação e pelo human-centered design. Esse paradigma também é focado em um estilo de trabalho colaborativo e interativo e um pensamento mais abdutivo, comparado as práticas associadas com as formas mais tradicionais de administração, ligadas ao trinômio Matemática/Economia/Psicologia (M/E/P).
Apesar de apresentar as mais diversas etapas, de forma nenhuma o design thinking pode ser pensado de forma linear, em uma sequência de fase. Ao contrário, cada etapa permeia a outra, fazendo parte de um todo coerente. Devido a sua natureza não linear, a configuração das fases de um processo podem ser configuradas de forma a se adequar a um problema ou projeto em questão.
Assim, um processo de design thinking pode ser dividido, mas não sequenciado, em:

### Imersão
Dividida em duas partes, preliminar e em profundidade, é quando uma equipe se aproxima de um problema, a partir das mais diversas perspectivas e pontos de vistas. A imersão preliminar é quando o problema é entendido, a partir de um enquadramento e de pesquisas, tanto de campo inicial (pesquisa exploratória) quanto de referências, locais e globais (pesquisa desk). Nessa fase, os mais diversos atores do processo são identificados, além do escopo e limites de um projeto, fornecendo insumos para a fase seguinte, a de imersão em profundidade.
A imersão em profundidade inicia-se com um Projeto de Pesquisa, seguindo de uma exploração do contexto do problema, muitas vezes, utilizado técnicas emprestadas da antropologia, como entrevistas, trabalho de campo, etc. A partir dos dados coletados, cria-se cartões de insights com reflexões e conclusões geradas durante a fase de imersão, de forma a facilitar a consulta e o manuseio. Dessa forma, é possível criar insumos para a etapa de análise e síntese.

### Análise e síntese
Os dados coletados na fase de imersão, organizados em cartões de insights, devem ser submetidos a uma fase de análise e síntese, de forma a serem organizados e criar padrões identificáveis, dentro de uma lógica que permita a compreensão do problema em questão. Nessa etapa, várias ferramentas podem ser usadas, como: cartões de insight, diagramas de afinidades (organização e agrupamento de cartões de insight com base em afinidades, similaridades, dependências ou proximidades, gerando um organograma), mapas conceituais (visualização gráfica, construída para organizar dados coletados em trabalho de campo), critérios norteadores (diretrizes balizadores do projeto), etc.

### Ideação ou idealização
É a fase onde o perfil de um público alvo é definido, daqueles que serão “servidos” pelas soluções criadas, a partir de ideias inovadoras para um tema do projeto em questão. Para tal, utiliza-se como insumo a síntese criadas a partir das fases anteriores. Nessa fase, além da equipe multidisciplinar envolvida em todo o projeto, outros sujeitos são incluídos como usuários (público) e profissionais da área em questão, de forma a obter várias perspectivas e um resultado mais rico e diverso.
Nessa fase, são realizadas sessões de brainstorming, além de sessões de cocriação com o público e profissionais da área, gerando ideias que serão capturadas. Aqui ideias ousadas são bem-vindas, de forma que se evita qualquer julgamento de valores. Por isso o senso crítico não pode inibir os sujeitos envolvidos, sendo promovido apenas para o debate de ideias.

### Prototipagem
É o momento que é para validar as ideias geradas, ver as que se encaixam, juntar as melhores propostas e partir do abstrato para o físico, de modo a representar todo o conteúdo apreendido. E apesar de ser apresentado como fase final do processo de design thinking, ele pode permear todo projeto, de forma a acontecer simultaneamente com a imersão, análise e síntese, e ideação. Nessa fase que as soluções inovadoras devem ser criadas, criando oportunidades de negócios, no caso de uma empresa.

## Design thinkingno Brasil e em Portugal
No Brasil tem sua influência na maneira de grandes empresas pensarem em inovação, com grandes empresas como a IBM, Itaú, Bradesco, Robert Bosch, Whirlpool, Mapfre, TOTVS, Linx e outros desenvolvendo capacidades internas em direção à abordagem. [carece de fontes?]
Em Portugal, a metodologia já começou a ser implementada em algumas empresas e já chegou ao varejo. São sobretudo empresas com uma visão ampla, um bom benchmarking, que não resistem à mudança e procuram por métodos inovadores. [carece de fontes?]